# Guia dos Métodos de Estudo
Guia dos Métodos de Estudo (título original em francês: Guide des Méthodes de Travail) é um tratado escrito por Michel Coéffé que se propõe a ensinar eficientes estratégias e técnicas de aprendizagem.